# Wounded Rhymes
Wounded Rhymes è il secondo album discografico in studio della cantante svedese Lykke Li, pubblicato nel febbraio 2011 dalla LL Recordings (etichetta indipendente dell'artista) e distribuito da Warner.

## Descrizione
L'album è stato registrato ad Echo Park (Stati Uniti) e prodotto da Björn Yttling (Peter Bjorn and John), che ha prodotto anche l'album di debutto dell'artista svedese, ossia Youth Novels (2008).
Lykke Li ha effettuato un tour prima della pubblicazione dell'album in Europa, negli ultimi mesi del 2010, con tappe a Berlino (Heimathafen Neukölln) e Londra (Heaven). Inoltre ha pubblicato il singolo Get Some il 22 ottobre 2010 su iTunes. Il secondo singolo estratto è stato I Follow Rivers (21 gennaio 2011). Il terzo singolo è Sadness Is a Blessing, distribuito il 13 maggio 2011; il quarto Youth Knows No Pain (23 settembre).
L'album è stato pubblicato il 24 febbraio 2011 in Olanda (Warner Music Group), il giorno seguente in Australia e Irlanda, il 28 febbraio in Regno Unito, Danimarca e Francia, il 1º marzo in Nord America, il 2 marzo in Svezia, il 4 marzo in Germania, l'8 marzo in Italia ed infine il 22 giugno 2011 in Giappone.
Dopo la pubblicazione, l'album ha ricevuto un ampio consenso da parte della critica specializzata: AllMusic ha conferito all'album il giudizio di 4/5 stelline; Pitchfork il voto di 8,3/10;; giudizi positivi anche da parte di NME (7/10), Spin (8/10) e Rolling Stone (4/5).
Per quanto riguarda le vendite, l'album ha raggiunta la posizione #2 in Svezia (Sverigetopplistan), la #3 in Norvegia (VG-lista), la #37 della Official Albums Chart, e la #36 della Billboard 200.. Inoltre l'album ha raggiunto la "Top 40" in Australia (#30), Canada (#19), Danimarca (#12), Finlandia (#18), Irlanda (#16) e Nuova Zelanda (#26).

## Tracce
Testi di Lykke Li.
Edizione standard
1. Youth Knows No Pain – 2:59 (musica: Lykke Li, Björn Yttling, Rick Nowels)
2. I Follow Rivers – 3:48 (musica: Lykke Li, Björn Yttling, Rick Nowels)
3. Love Out of Lust – 4:43 (musica: Lykke Li, Björn Yttling, Rick Nowels)
4. Unrequited Love – 3:11 (musica: Lykke Li, Björn Yttling)
5. Get Some – 3:22 (musica: Lykke Li, Björn Yttling)
6. Rich Kids Blues – 3:01 (musica: Lykke Li, Björn Yttling)
7. Sadness Is a Blessing – 4:00 (musica: Lykke Li, Björn Yttling, Rick Nowels)
8. I Know Places – 6:06 (musica: Lykke Li, Björn Yttling)
9. Jerome – 4:22 (musica: Lykke Li, Björn Yttling, Rick Nowels)
10. Silent My Song – 5:24 (musica: Lykke Li, Björn Yttling, Rick Nowels)

Bonus tracks per iTunes (paesi nordici)
1. Made You Move – 2:46 (musica: Lykke Li, Björn Yttling)

Edizione deluxe per iTunes
1. Made You Move – 2:46 (musica: Lykke Li, Björn Yttling)
2. Untitled (video) – 3:32
3. Get Some (With Knives) (video) – 3:25
4. The Only (pre-order only) – 3:50 (musica: Lykke Li, Björn Yttling)

Bonus tracks per il Giappone
1. Made You Move – 2:46 (musica: Lykke Li, Björn Yttling)
2. I Follow Rivers (Acousitc Version) – 3:20 (musica: Lykke Li, Björn Yttling, Rick Nowels)
3. Jerome (Acoustic Version) – 3:45 (musica: Lykke Li, Björn Yttling, Rick Nowels)

Edizione speciale
1. I Follow Rivers (The Magician Remix) – 4:40 (musica: Lykke Li, Björn Yttling, Rick Nowels)
2. I Follow Rivers (Tyler the Creator Remix) – 3:42 (musica: Lykke Li, Björn Yttling, Rick Nowels)
3. Get Some (Beck Remix) – 4:46 (musica: Lykke Li, Björn Yttling)
4. Get Some (Mike D Remix) – 3:50 (musica: Lykke Li, Björn Yttling)

## Formazione
- Lykke Li - voce, percussioni (2)
- John Eriksson - batteria (1,2,5,7), percussioni (1,2,4-6,9,10)
- Dag Lundqvist - percussioni (1,2,7)
- Lasse Martén - percussioni (9)
- Rick Nowels - chitarra (1), organo Hammond (3,7), pianoforte (7)
- Dean Reid - percussioni (7)
- Zhala Rifat - cori (1-7,9,10)
- Lars Skoglund - batteria (1-3,5-7,9,10), percussioni (1,7)
- Andres Stenberg - chitarra (5,6), cori (6,10)
- Micke Svensson - percussioni (5), organo Hammond (6), chitarra (10)
- Björn Yttling - basso (1-3,5-7,9), chitarra (2-4,6-9), cori (2,6,8,10), organo Hammond (1-3,7,9,10), percussioni (1-3,5,7,9), pianoforte (2,5,8,10)
- Miriam Wallentin - cori (1-7,9,10)

## Classifiche
Per quanto riguarda le vendite, l'album ha raggiunta la posizione #2 in Svezia (Sverigetopplistan), la #3 in Norvegia (VG-lista), la #37 della Official Albums Chart, e la #36 della Billboard 200.. Inoltre l'album ha raggiunto la "Top 40" in Australia (#30), Canada (#19), Danimarca (#12), Finlandia (#18), Irlanda (#16) e Nuova Zelanda (#26).